# Arcidiocesi di Chambéry, San Giovanni di Moriana e Tarantasia

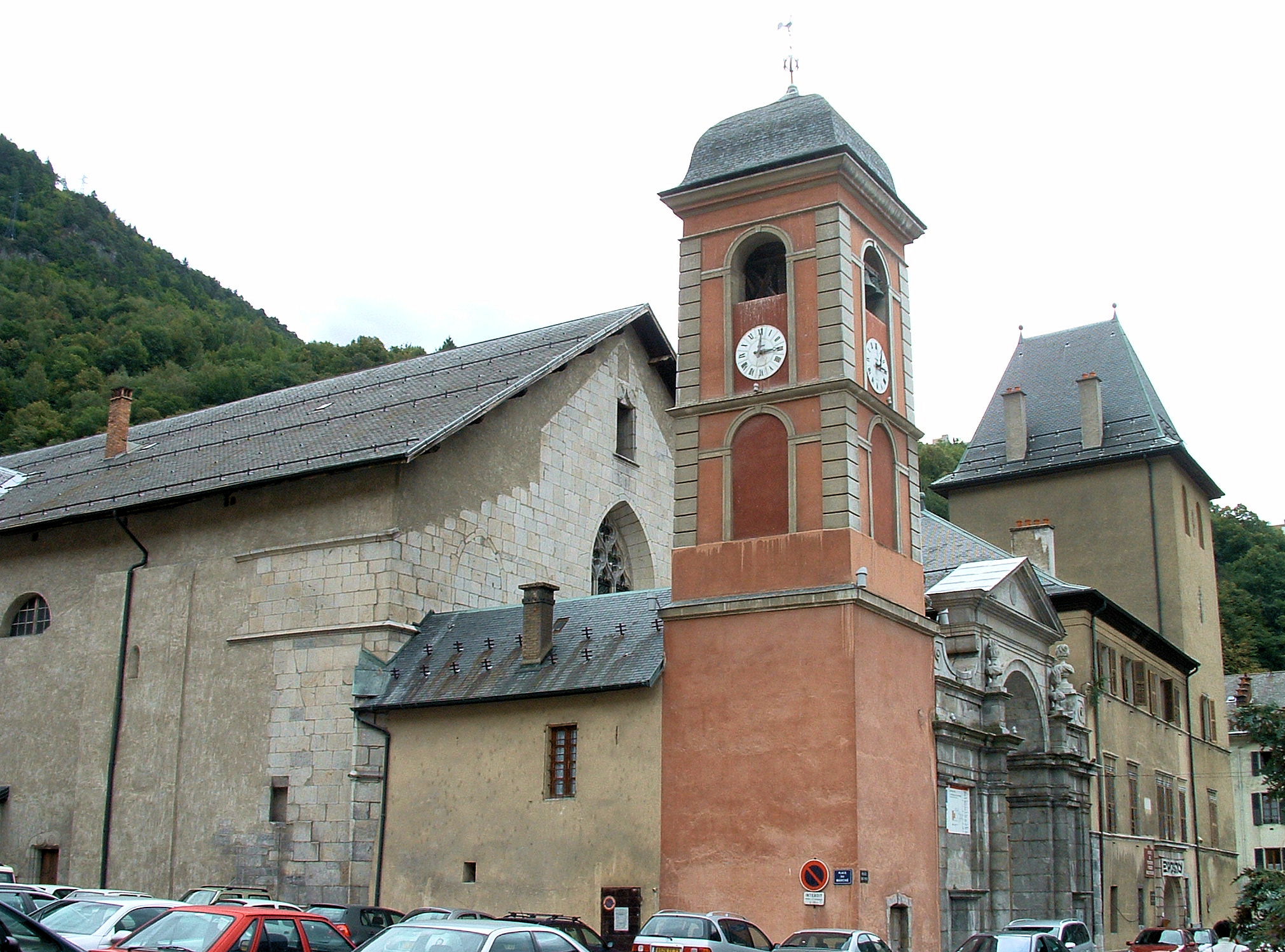
La cattedrale di San Pietro a Moûtiers.

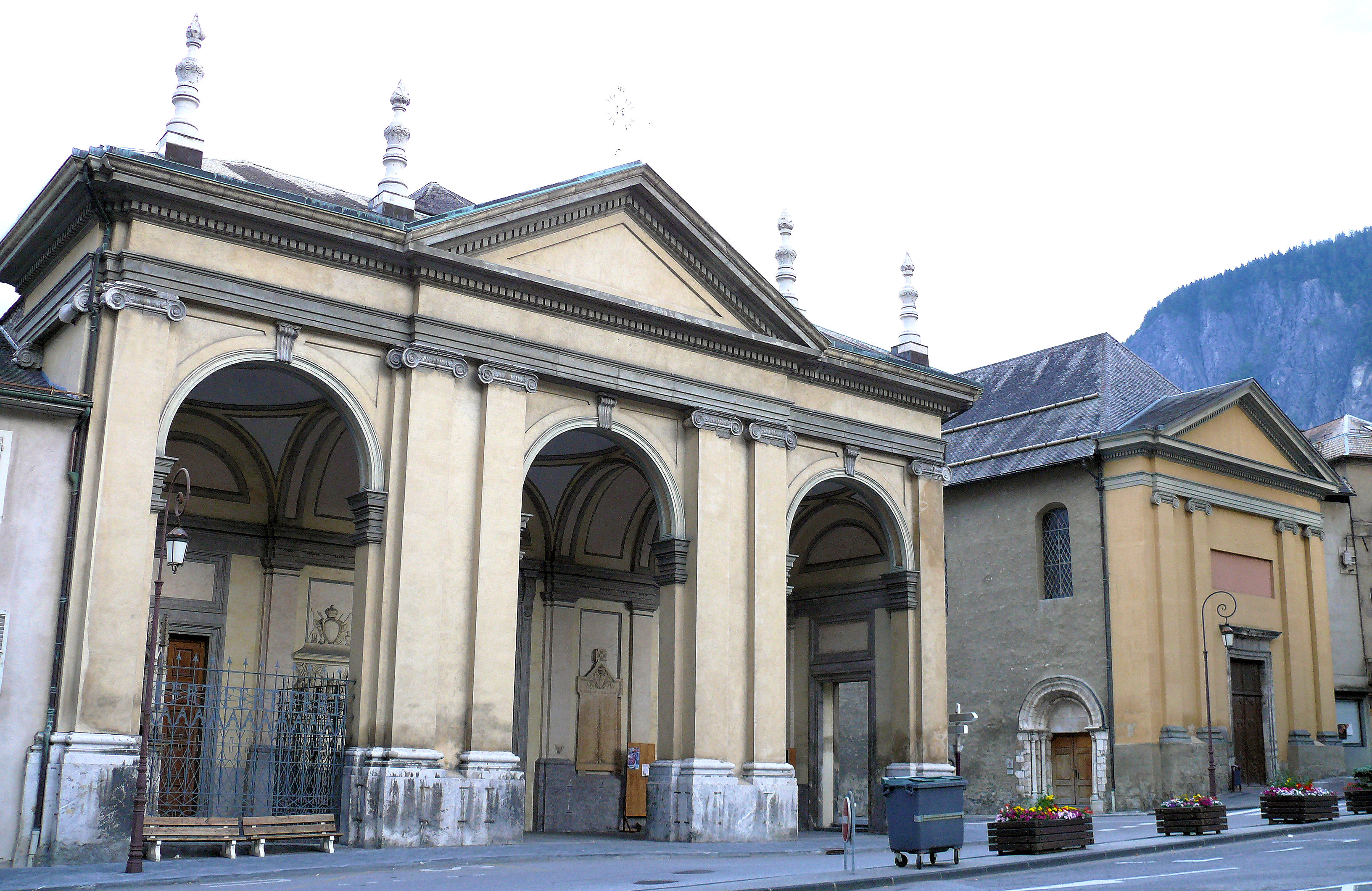
La cattedrale di San Giovanni Battista a San Giovanni di Moriana.

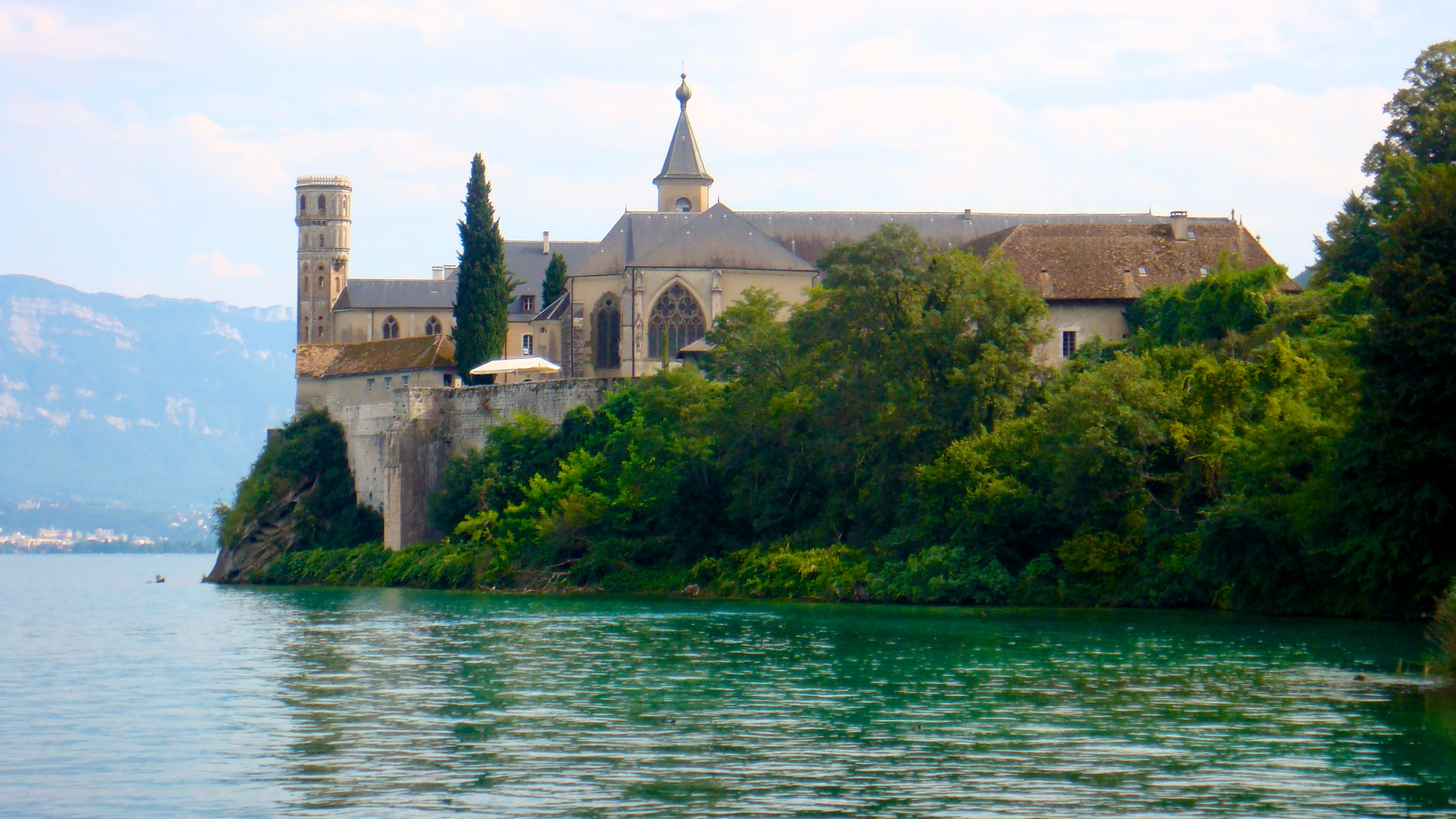
L'abbazia di Altacomba, fondata nel XII secolo.

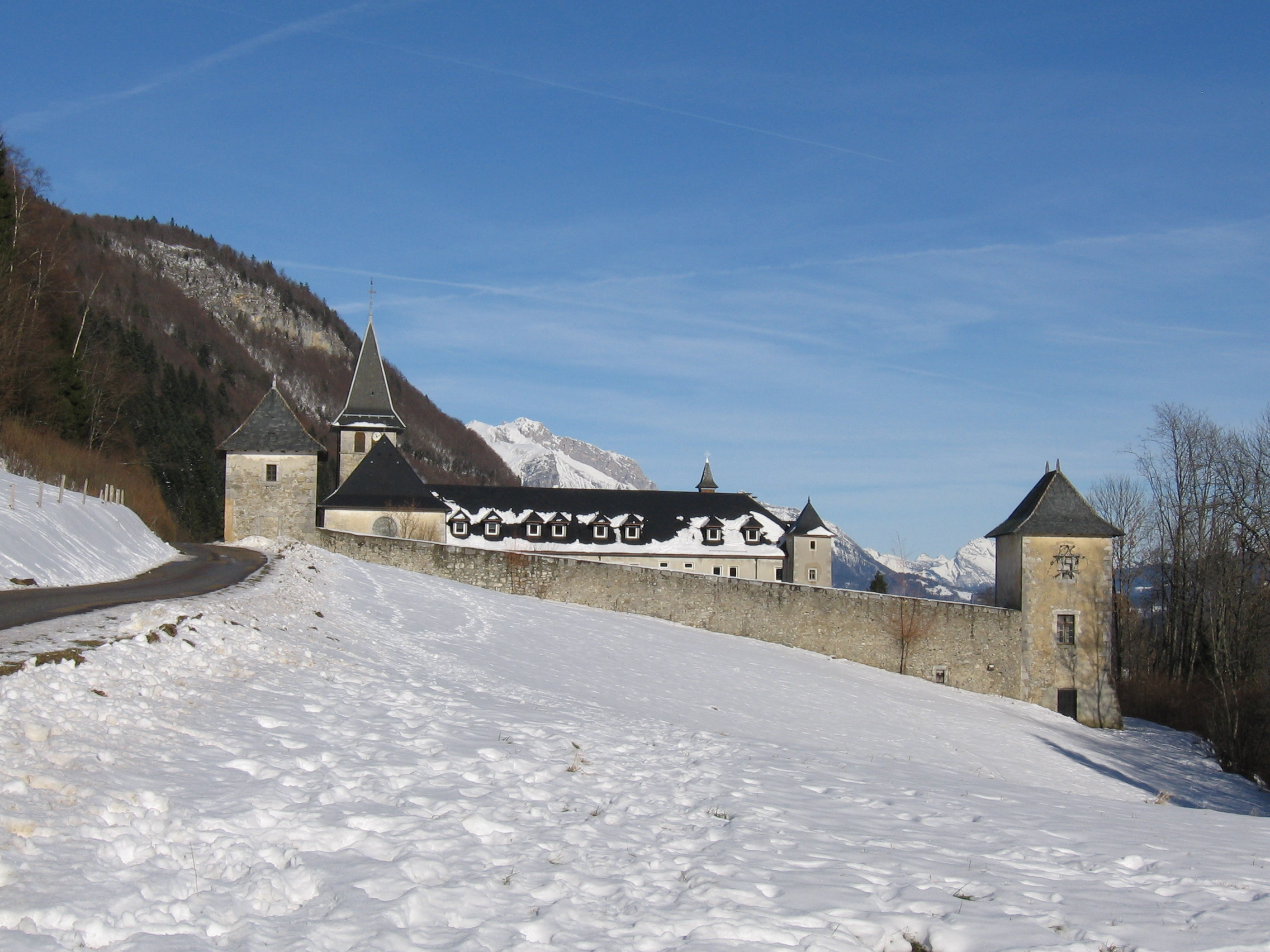
Immagine invernale dell'Abbazia di Notre-Dame de Tamié, fondata nel XII secolo.

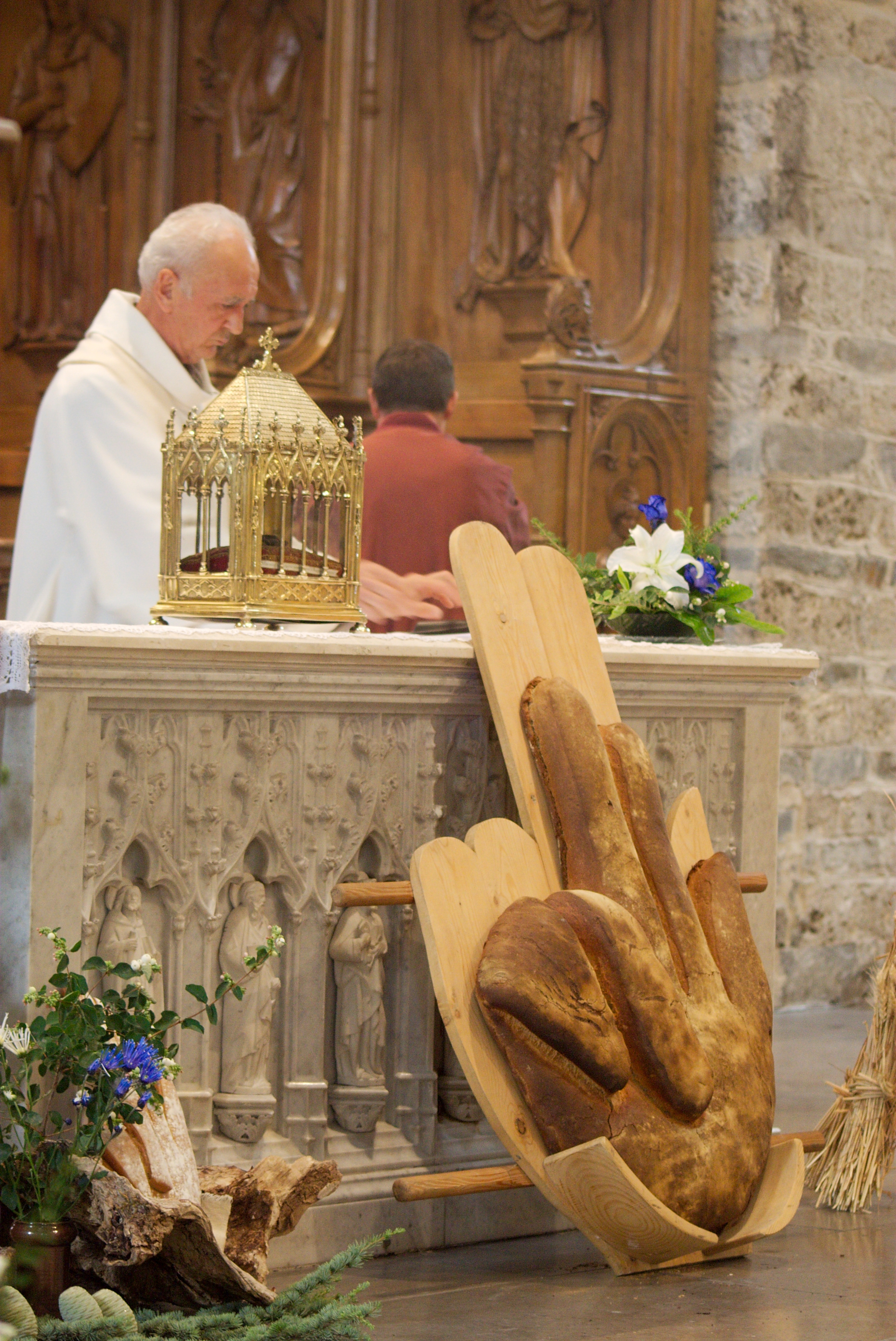
Reliquie di san Giovanni Battista esposte nella cattedrale di San Giovanni di Moriana.

L'arcidiocesi di Chambéry, San Giovanni di Moriana e Tarantasia (in latino Archidioecesis Camberiensis, Maurianensis et Tarantasiensis) è una sede della Chiesa cattolica in Francia suffraganea dell'arcidiocesi di Lione. Nel 2023 contava 389.270 battezzati su 442.100 abitanti. È retta dall'arcivescovo Thibault Verny.

## Territorio
L'arcidiocesi comprende il dipartimento della Savoia, ad eccezione di Ugine e della valle d'Arly che appartengono alla diocesi di Annecy. Comprende inoltre 10 parrocchie attorno a Rumilly nel dipartimento dell'Alta Savoia.
Sede arcivescovile è la città di Chambéry, dove si trova la cattedrale di San Francesco di Sales. A San Giovanni di Moriana si trova la cattedrale di San Giovanni Battista e a Moûtiers si trova la cattedrale di San Pietro.
Con la riforma dell'arcidiocesi operatasi a partire dal primo decennio del III millennio, dal 28 agosto 2010 il territorio è stato suddiviso in 43 parrocchie, raggruppate in 10 decanati.

## Storia

### Sede di Tarantasia
La diocesi di Tarantasia fu eretta nel V secolo. La più antica menzione della diocesi si trova in una lettera di Leone Magno del 450, nella quale il papa sottopone la diocesi alla giurisdizione del metropolita di Vienne.
Secondo la tradizione primo vescovo della diocesi sarebbe stato san Giacomo d'Assiria, che fu discepolo di sant'Onorato di Lérins, il quale, quando divenne vescovo di Arles, lo consacrò missionario nel paese dei Ceutroni nella valle di Tarantasia. Primo vescovo storicamente documentato è Sanzio, che prese parte al concilio di Epaon nel 517. Sede del vescovo era la città di Moûtiers, l'antica Darantasia, toponimo che in seguito diede il nome sia alla valle che alla diocesi (benché spesso si trovi scritto anche diocesi di Moûtiers oppure diocesi di Moûtiers in Tarantasia).
Tra il 794 e l'811, all'epoca di Carlo Magno, la diocesi di Tarantasia fu elevata al rango di arcidiocesi metropolitana. Essa aveva come suffraganee le diocesi di Aosta e di Sion, e per un certo periodo anche quella di San Giovanni di Moriana, prima che questa fosse sottomessa all'arcidiocesi di Vienne.
Alla fine del X secolo l'arcivescovo Amizone ottenne da Rodolfo III di Borgogna il titolo di conte, all'origine del potere temporale degli arcivescovi di Tarantasia che si manterrà per quasi otto secoli. Nei secoli immediatamente successivi gli arcivescovi-conti di Tarantasia dovettero difendere i loro diritti feudali contro usurpatori locali; fu in questo contesto che la casa di Savoia intervenne a favore degli arcivescovi, ottenendo col tempo il controllo sull'intera contea. A partire dal XIV secolo i conti di Savoia intervennero regolarmente nella nomina degli arcivescovi. 
L'ultimo arcivescovo-conte di Tarantasia fu Claude Humbert de Rolland, che nel 1769 vendette i titoli, oramai più onorifici che lucrativi, al re Carlo Emanuele III di Savoia. In cambio agli arcivescovi pro tempore di Tarantasia, pur con un certo ritardo, venne concesso dal re con lettere patenti datate 4 ottobre 1771 il feudo di Conflans (costituito dalle comunità di Conflans e Saint-Sigismond). Essendo morto Claude-Humbert de Rolland il 27 novembre 1770 ed essendo in quel momento l'arcidiocesi sede vacante, il primo presule a portare il titolo di principe di Conflans con Saint-Sigismond fu il minore conventuale Gaspard-Augustin Laurent de Sainte-Agnès, eletto arcivescovo il 2 ottobre 1771.

### Sede di San Giovanni di Moriana
La diocesi di San Giovanni di Moriana fu eretta verso il 575 ad opera del re di Borgogna Gontrano, in occasione della traslazione nella città di San Giovanni di Moriana delle reliquie di san Giovanni Battista. La diocesi comprendeva la valle della Moriana, sottratta all'autorità dei vescovi di Torino, la val di Susa e il Briançonnais. Il nome del primo vescovo di Moriana, Felmasio, è contenuto in un antico documento che relaziona di un miracolo connesso alle reliquie del Battista, che fu all'origine della fondazione della diocesi. La sede episcopale della diocesi era la cattedrale di San Giovanni Battista, eretta nel VI secolo, distrutta dai saraceni nel 943 e ricostruita a nuovo nell'XI secolo.
In origine la diocesi era suffraganea dell'arcidiocesi di Vienne. Quando venne creata la metropolia di Tarantasia (fine VIII secolo), Moriana entrò a far parte della nuova provincia ecclesiastica. Ma evidentemente la sede era contesa fra i due arcivescovi metropolitani: infatti una lettera di papa Giovanni VIII dell'878 designa formalmente Moriana come suffraganea di Tarantasia, mentre nel 908 papa Sergio III, confermando alla sede metropolitana di Vienne le sue suffraganee, menziona tra queste anche la diocesi di Moriana. Solo con papa Callisto II, nella prima metà del XII secolo, la situazione diventa definitiva a vantaggio di Vienne.
Nel 1033 la città di San Giovanni di Moriana, per la sua opposizione ai tentativi imperiali di annessione del regno di Borgogna, fu distrutta dall'imperatore Corrado II, che soppresse anche la diocesi, annettendone il territorio a quello della diocesi di Torino; questa decisione fu confermata da Corrado II nel 1039 al vescovo torinese Guidone. Alla morte di quest'ultimo (1046) il legittimo vescovo Thibaud poté riprendere possesso della sua diocesi, che fu restaurata, ma che perse la valle di Susa, rimasta alla diocesi di Torino.
In quanto vescovo di San Giovanni di Moriana, Carlo Giuseppe Filippa della Martiniana, con un atto di convenzione rogato il 9 febbraio 1768, cedette al Regio Patrimonio i secolari diritti feudali detenuti dai vescovi su varie località della Moriana. In cambio re Carlo Emanuele III, con lettere patenti del 17 febbraio 1768, concesse a Filippa della Martiniana e ai suoi successori il feudo di Aiguebelle (comprendente le comunità di Aiguebelle, Randens, Aiton, Bonvillard e Montsapey) con il titolo di principe, assegnandogli una pensione annua di 2.000 lire piemontesi.
Il seminario diocesano venne fondato nel 1735.

### Sede di Chambéry
In più occasioni i duchi di Savoia avevano tentato di sottrarre la loro capitale alla giurisdizione spirituale di un vescovo francese, quello di Grenoble, da cui Chambéry aveva sempre dipeso, per erigere una diocesi indipendente; tentativi erano stati fatti nel 1474 e nel 1515, ma erano stati vanificati dai re francesi.
La diocesi di Chambéry fu eretta il 18 agosto 1779 con la bolla Universa Dominici gregis di papa Pio VI, ricavandone il territorio dalla diocesi di Grenoble. Originariamente era immediatamente soggetta alla Santa Sede e comprendeva 61 parrocchie. Fu scelta per diventare la nuova cattedrale la chiesa dei francescani, costruita nel 1439 e consacrata nel 1488, e che nel 1777 era diventata una parrocchia cittadina.
Durante la rivoluzione francese, il vescovo Michel Conseil si rifiutò di riconoscere la diocesi del Monte Bianco, eretta dai rivoluzionari, e la nomina di un intruso al suo posto; questo gli valse gli arresti domiciliari nell'episcopio, dove morì nel 1793 lasciando la diocesi vacante per diversi anni.
In seguito al concordato con la bolla Qui Christi Domini di papa Pio VII del 29 novembre 1801 il territorio diocesano venne fatto coincidere con i dipartimenti della Savoia e dell'Alta Savoia. Questo comportò la soppressione dell'arcidiocesi di Tarantasia e delle diocesi di San Giovanni di Moriana e di Ginevra-Annecy, che furono unite alla diocesi di Chambéry, cui furono annessi anche territori appartenuti alla diocesi di Belley, ugualmente soppressa. Inoltre a Chambéry fu data anche la giurisdizione sulle parrocchie rimaste cattoliche della diocesi di Ginevra-Annecy e situate in quello che oggi è il canton Ginevra. Queste misure portarono il vescovo di Chambéry ad assumere anche il titolo di vescovo di Ginevra.
Il 17 luglio 1817, dopo che il congresso di Vienna ebbe restaurato il ducato di Savoia, la diocesi di Chambéry fu elevata al rango di arcidiocesi metropolitana con la diocesi di Aosta come unica suffraganea, in forza della bolla Beati Petri di papa Pio VII.
Le decisioni d'inizio Ottocento, comportarono un aumento considerevole del territorio diocesano, che arrivò a comprendere fino a 627 parrocchie. Ma questa situazione durò pochi anni. Infatti:
- il 30 settembre 1819 papa Pio VII, con il breve Inter multiplices, scorporò dal territorio dell'arcidiocesi le parrocchie cattoliche del canton Ginevra e le unì alla diocesi di Losanna; due anni dopo l'arcivescovo di Chambéry perse anche il titolo di vescovo di Ginevra a favore dei vescovi di Losanna;
- il 5 febbraio 1822 cedette una porzione del suo territorio a vantaggio dell'erezione della diocesi di Annecy, che divenne sua suffraganea;
- infine, il 7 agosto 1825 in forza della bolla Ecclesias quae antiquitate di papa Leone XII cedette ulteriori porzioni di territorio per il ristabilimento delle sedi di Tarantasia (ma semplicemente come diocesi e non più come arcidiocesi) e di San Giovanni di Moriana; anche queste diocesi entrarono a far parte della provincia ecclesiastica di Chambéry.

### L'odierna arcidiocesi
Il 26 aprile 1966 con la bolla Animorum bonum di papa Paolo VI le diocesi di Tarantasia e di San Giovanni di Moriana furono unite aeque principaliter all'arcidiocesi di Chambéry, che contestualmente assunse il nome attuale; le due diocesi unite hanno mantenuto la propria cattedrale ed il proprio capitolo dei canonici, mentre la curia vescovile venne ridotta ad una sola e l'arcivescovo di Chambéry porta anche i titoli di vescovo di San Giovanni di Moriana e di vescovo di Tarantasia.
Il 16 dicembre 2002 l'arcidiocesi di Chambéry ha perso la dignità metropolitica ed è entrata a far parte della provincia ecclesiastica dell'arcidiocesi di Lione; ha tuttavia mantenuto il rango di arcidiocesi.

## Cronotassi dei vescovi
Si omettono i periodi di sede vacante non superiori ai 2 anni o non storicamente accertati.

### Vescovi di Chambéry
- Michel Conseil † (26 gennaio 1780 - 27 settembre 1793 deceduto)
  - Sede vacante (1793-1802)
- René des Monstiers de Mérinville † (4 maggio 1802 - 7 febbraio 1805 dimesso)
- Irénée-Yves Desolle (Dessole) † (22 marzo 1805 - 11 novembre 1823 ritirato)
- François-Marie Bigex † (24 maggio 1824 - 19 febbraio 1827 deceduto)
- Antoine Martinet † (28 gennaio 1828 - 6 maggio 1839 deceduto)
- Alexis Billiet † (27 aprile 1840 - 30 aprile 1873 deceduto)
- Pierre-Anastase Pichenot † (25 luglio 1873 - 5 ottobre 1880 deceduto)
- François-Albert Leuillieux † (13 maggio 1881 - 11 maggio 1893 deceduto)
- François Hautin † (15 giugno 1893 - 6 febbraio 1907 deceduto)
- Gustave-Adolphe de Pélacot † (15 aprile 1907 - 5 agosto 1907 deceduto)
- François-Virgile Dubillard † (16 dicembre 1907 - 1º dicembre 1914 deceduto)
- Dominique Castellan † (26 maggio 1915 - 12 maggio 1936 deceduto)
- Pierre-Marie Durieux † (1º febbraio 1937 - 3 febbraio 1947 deceduto)
- Louis-Marie-Fernand de Bazelaire de Ruppierre † (23 ottobre 1947 - 26 aprile 1966 dimesso[14])

### Vescovi e arcivescovi di Tarantasia
- San Giacomo d'Assiria †
- San Marcellino †
- San Pascasio †[15]
- Sanzio † (menzionato nel 517)
- Magno †
- Nicezio o Migezio †[16]
- San Marciano † (prima del 581 - dopo il 585)
- Sant'Eraclio †
- Firmino †
- Patrizio ? †
- Probino †[17]
- Baldemaro o Buldemaro † (menzionato nel 650)
- Emeterio †
- Widenardo †
- Giovanni †
- Leudegango o Leodrando †
- Umberto †
- Benimondo †
- Emmone †
- Possessore † (prima del 775 - circa 800 deceduto)
- Radaberto o Dagoberto †[18]
- Andrea † (menzionato nell'828)
- Audace † (menzionato nell'840)[19]
- Teutrando o Teutramno † (prima dell'858 - 7 marzo 885 deceduto)
- Alucco o Aluso † (menzionato nell'885)
- Daniele † (menzionato nell'891 circa)
- Annuso o Annuco † (menzionato nel 900)
- Adalberto †
- Lizone †
- Amizone † (prima del 990 - dopo il 996)
- Baldofo † (prima del 1006 - dopo il 1007)
- Luzo o Luzone † (menzionato nel 1020)
- Aimone o Emmone † (prima del 1025 - dopo il 1044)
- Annuzio (o Annucco) † (menzionato nel 1077)
- Bosone † (prima del 1096 - dopo il 1099)
- Beato Pietro il Vecchio, O.Cist. † (prima del 1132 - circa 1140)
  - Isdraele † (circa 1140) (illegittimo)
- San Pietro di Tarantasia † (settembre 1141 - 14 settembre 1171 deceduto)
- Aimone di Briançon † (prima del 1179 - circa 1210 deceduto)
- Beato Bernard de Chignin † (prima del 1213 - 12 ottobre 1222 deceduto)
- Jean II † (luglio 1222 o 1223 - ?)
- Herluin de Chignin † (menzionato nel 1224)
- Rodolfo Grossi du Chastelar † (2 marzo 1246 - 1271)
- San Pietro Grossi du Chastelar † (30 maggio 1272 - 22 luglio 1283 deceduto)
- Aimone de Bruissons † (13 dicembre 1283 - 1297 deceduto)
- Bertrando de Bertrandis † (17 giugno 1297 - 9 maggio 1334 deceduto)
- Jacques de Salins † (13 luglio 1334 - marzo 1341 deceduto)
- Bertrando de Novo Domno † (3 ottobre 1341 - 1342 deceduto)
- Giovanni de Bertrandis † (20 novembre 1342 - marzo 1365 deceduto)
- Giovanni de Betton † (11 marzo 1365 - 30 novembre 1378 deceduto)
- Umberto de Villette † (15 gennaio 1379 - aprile 1379 deceduto)
- Rodolfo de Chissey o Chissé † (28 febbraio 1380 - 1385 deceduto)
- Edoardo di Savoia-Acaia † (21 febbraio 1386 - febbraio 1395 deceduto)
- Pietro de Collomb † (26 aprile 1395 - 25 novembre 1396 deceduto)
  - Aimone de Séchal † (17 settembre 1397 - 1404 deceduto) (amministratore apostolico)
  - Antonio di Challant † (1º giugno 1404 - 14 settembre 1418 deceduto) (amministratore apostolico)
- Giovanni de Bertrandis † (23 settembre 1418 - 29 agosto 1432 deceduto)
- Marco Condulmer † (4 novembre 1433 - 28 febbraio 1438 nominato patriarca di Grado)
- Jean d'Arces † (28 febbraio 1438 - 12 dicembre 1454 deceduto)
  - Giovanni Luigi di Savoia † (22 aprile 1456 - 16 febbraio 1460 nominato vescovo di Ginevra) (amministratore apostolico)
- Tommaso de Sur † (16 febbraio 1460 - 1472 deceduto)
- Cristoforo della Rovere † (3 agosto 1472 - 1º febbraio 1478 deceduto)
- Domenico della Rovere † (11 febbraio 1479 - 19 luglio 1482 nominato vescovo di Ginevra)
- Urbain de Chevron Villette † (28 maggio 1483 - 9 novembre 1483 deceduto)
- Jean de Compeys † (14 giugno 1484 - 28 giugno 1492 deceduto)
- Corin de Plosasque † (8 luglio 1492 - marzo 1497 deceduto)
- Claude de Château-Vieux † (14 aprile 1497 - aprile 1516 dimesso)
- Jean-Philippe de Groslée † (28 aprile 1516 - 21 dicembre 1559 deceduto)
- Girolamo di Valperga † (17 luglio 1560 - 16 luglio 1573 deceduto)
- Giuseppe Parpaglia † (26 agosto 1573 - 25 luglio 1598 deceduto)
- Jean-François Berliet † (8 novembre 1599 - 2 gennaio 1607 deceduto)
- Anastasio Germonio † (12 novembre 1607 - 4 agosto 1627 deceduto)
- Benoît-Théophile de Chevron Villette † (20 settembre 1632 - 16 giugno 1658 deceduto)
- François-Amédée Milliet, † (17 novembre 1659 - 25 maggio 1703 deceduto)
  - Sede vacante (1703-1727)
- François-Amédée Milliet d'Arvillars † (25 giugno 1727 - 28 agosto 1744 deceduto)
- Claude Humbert de Rolland † (19 gennaio 1750 - 27 novembre 1770 deceduto)
- Gaspard-Augustin Laurent de Sainte-Agnès, O.F.M.Conv. † (16 dicembre 1771 - 23 luglio 1783 deceduto)
- Joseph de Monfalcon du Cengle † (27 giugno 1785 - 22 settembre 1793 deceduto)
  - Sede vacante (1793-1801)
  - Sede soppressa (1801-1825)
- Antoine Martinet † (19 dicembre 1825 - 28 gennaio 1828 nominato arcivescovo di Chambéry)
- Antoine Rochaix † (28 gennaio 1828 - 19 novembre 1836 deceduto)
- Jean-François-Marcellin Turinaz † (12 febbraio 1838 - 6 settembre 1866 dimesso)
- François Gros † (22 febbraio 1867 - 3 marzo 1873 dimesso)
- Charles-François Turinaz † (21 marzo 1873 - 30 marzo 1882 nominato vescovo di Nancy)
- Jean-Pierre Pagis † (30 marzo 1882 - 26 maggio 1887 nominato vescovo di Verdun)
- Pierre-Emmanuel Bouvier † (25 novembre 1887 - 11 aprile 1900 deceduto)
- Lucien-Léon Lacroix † (18 aprile 1901 - 17 ottobre 1907 dimesso[20])
- Jean-Basptiste Biolley † (28 novembre 1907 - 10 ottobre 1918 deceduto)
- Louis Termier † (29 novembre 1918 - 5 aprile 1938 deceduto)
- Léon-Albert Terrier † (14 settembre 1938 - 24 luglio 1944 nominato vescovo di Bayonne)
- Auguste Jauffres † (28 agosto 1944 - 7 dicembre 1961 dimesso[21])
  - Sede vacante (1961-1966)

### Vescovi di San Giovanni di Moriana
- San Felmasio †
- Sant'Iconio † (prima del 581 - dopo il 601 o 602)
- Leporio † (menzionato nel 650)
- Vualchino o Walchuno † (prima del 726 - dopo il 739)
- Vitgario † (menzionato nel 775)[22]
- Mainardo †[23]
- Giuseppe † (menzionato nell'853)
- Abbone † (prima dell'858 - dopo l'860)
- Adalberto † (prima dell'876 - dopo l'882)
- Asmondo † (menzionato nell'887)
- Guglielmo † (menzionato nell'899)
- Benedetto †
- Sant'Odilardo † (prima del 915 - dopo il 926)[24]
- Everardo o Eberardo † (prima del 990 - dopo il 1025)
- Thibaud † (prima del 1033 circa - dopo il 1046)
- Brochard o Burcard † (menzionato nel 1061)[25]
- Artaud † (menzionato nel 1080)[26]
- Conon I † (prima del 1093 - dopo il 2 maggio 1108 deceduto)[27]
- Amédée de Faucigny † (prima del 1112 - dopo il 1124)
- Conon II † (menzionato nel 1127)
- Sant'Ayrald I, O.Cart. † (prima del 1134 - dopo il 1145)[28]
- Bernard, O.Cart. † (menzionato nel 1153)
- Ayrald II † (menzionato nel 1158)[29]
- Guillaume † (prima di maggio 1162 - dopo il 1173)[30]
- Pierre I † (? - prima del 1184 dimesso)
- Lambert † (circa 1177[31] - 15 marzo 1197 o 1198 deceduto)
- Bernard de Chignin † (prima di maggio 1200 - 1213 nominato arcivescovo di Tarantasia)
- Amédée de Genève † (prima del 30 maggio 1214 - 18 ottobre 1220 deceduto)
  - Jean † (menzionato nel 1221) (vescovo eletto)[32]
  - Pierre II † (menzionato nel 1222) (vescovo eletto)[33]
- Aimar de Bernin o Pierre de Arenis † (1223 - 1236 nominato arcivescovo di Embrun)
- Amédée di Savoia (o di Miribel) † (1237 - 19 gennaio circa 1256 deceduto)
- Pierre de Morestel † (prima di maggio 1258 - 19 marzo circa 1262 deceduto)
- Anthelme de Clermont † (prima di settembre 1262 - 4 marzo 1269 deceduto)
- Pierre de Guelis † (prima del 12 gennaio 1270 - 15 gennaio 1273 deceduto)
- Aimon de Miolans † (prima di febbraio 1276 - 26 ottobre 1299 o 1300 deceduto)
- Amblard d'Entremont † (prima del 1301 - 21 aprile 1308 deceduto)
- Aymon de Miolans-Urtières † (1308 - 1334 deceduto)
- Anthelme de Clermont † (10 settembre 1334 - 23 febbraio 1349 deceduto)
- Amedeo di Savoia-Acaia † (18 marzo 1349 - 13 giugno 1376 deceduto)
- Giovanni Malabayla † (11 agosto 1376 - circa 1380 deceduto)
- Henry de Sévery, O.Clun. † (16 settembre 1381 - 18 maggio 1385 nominato vescovo di Rodez)
- Savin de Florano † (18 maggio 1385 - 28 settembre 1410 deceduto)
- Amédée de Montmayeur, O.S.B. † (15 ottobre 1410 - 8 ottobre 1422 deceduto)
- Aimon de Gerbaix † (30 ottobre 1422 - 1432 deceduto)
- Oger Moriset † (11 febbraio 1433 - 11 gennaio 1441 deceduto)
- Louis de la Palud, O.S.B. † (luglio 1441 - 22 settembre 1451 deceduto)
  - Juan de Segovia † (13 ottobre 1451 - 20 gennaio 1453 nominato arcivescovo titolare di Cesarea di Palestina) (vescovo eletto)
- Guillaume d'Estouteville † (26 gennaio 1453 - 20 aprile 1453 nominato arcivescovo di Rouen)
  - Guillaume d'Estouteville † (20 aprile 1453 - 22 gennaio 1483 deceduto) (amministratore apostolico)
- Etienne de Morel † (31 gennaio 1483 - 24 luglio 1499 deceduto)
- Louis de Gorrevod de Challand † (9 agosto 1499 - 1532 dimesso)
- Jean-Philibert de Loriol de Châles † (10 aprile 1532 - 1544 deceduto)
- Girolamo Recanati Capodiferro † (30 luglio 1544 - 1º ottobre 1559 deceduto)
- Brandalisio Trotti † (27 marzo 1560 - 1563 deceduto)
  - Ippolito d'Este † (1564 - 1567 dimesso) (amministratore apostolico)
- Pierre de Lambert, O.S.A. † (21 novembre 1567 - 6 maggio 1591 deceduto)
- Filiberto Milliet de Faverges † (6 maggio 1591 - 17 dicembre 1618 nominato arcivescovo di Torino)
- Carlo Bobba † (13 maggio 1619 - 10 febbraio 1636 deceduto)
- Paul Milliet de Challes † (27 novembre 1641 - 30 ottobre 1656 deceduto)
- Ercole Berzetti † (6 maggio 1658 - 4 marzo 1686 deceduto)
- Francesco Giacinto Valperga di Masino † (12 maggio 1687 - 7 settembre 1736 deceduto)
  - Sede vacante (1736-1741)
- Ignace-Dominique Grisella de Rosignan † (6 marzo 1741 - 21 o 22 settembre 1756 deceduto)
- Carlo Giuseppe Filippa della Martiniana † (18 luglio 1757 - 12 luglio 1779 nominato vescovo di Vercelli)
- Charles-Joseph Compans de Brichanteau † (20 marzo 1780 - 25 agosto 1796 deceduto)
  - Sede vacante (1796-1801)
  - Sede soppressa (1801-1825)
- Alexis Billiet † (19 dicembre 1825 - 27 aprile 1840 nominato arcivescovo di Chambéry)
- François-Marie Vibert † (1º marzo 1841 - 31 ottobre 1876 deceduto)
- Michel Rosset † (18 dicembre 1876 - 8 giugno 1902 deceduto)
  - Sede vacante (1902-1906)
- Adrien Alexis Fodéré † (21 febbraio 1906 - 27 agosto 1923 deceduto)
- Auguste Grumel † (3 febbraio 1924 - 14 marzo 1946 deceduto)
- Frédéric Duc † (14 marzo 1946 succeduto - 11 gennaio 1954 dimesso[34])
- Louis Henri Marie Ferrand † (11 gennaio 1954 - 17 aprile 1956 nominato arcivescovo coadiutore di Tours[35])
- Joël-André-Jean-Marie Bellec † (2 maggio 1956 - 15 giugno 1960 nominato vescovo di Perpignano-Elne)
- André-Georges Bontems † (13 settembre 1960 - 26 aprile 1966 nominato arcivescovo di Chambéry, San Giovanni di Moriana e Tarantasia)

### Arcivescovi di Chambéry e vescovi di San Giovanni di Moriana e Tarantasia
- André-Georges Bontems † (26 aprile 1966 - 14 maggio 1985 ritirato)
- Claude Feidt † (14 maggio 1985 succeduto - 17 giugno 1999 nominato arcivescovo di Aix)
- Laurent Bernard Marie Ulrich (6 giugno 2000 - 1º febbraio 2008 nominato arcivescovo, titolo personale, di Lilla)
- Philippe Ballot (14 gennaio 2009 - 23 luglio 2022 nominato arcivescovo, titolo personale, di Metz)
- Thibault Verny, dall'11 maggio 2023

## Statistiche
L'arcidiocesi nel 2023 su una popolazione di 442.100 persone contava 389.270 battezzati, corrispondenti all'88,1% del totale.
| anno                                                          | popolazione | popolazione | popolazione | presbiteri | presbiteri | presbiteri | presbiteri                | diaconi | religiosi | religiosi | parrocchie |
| anno                                                          | battezzati  | totale      | %           | numero     | secolari   | regolari   | battezzati per presbitero | diaconi | uomini    | donne     | parrocchie |
| ------------------------------------------------------------- | ----------- | ----------- | ----------- | ---------- | ---------- | ---------- | ------------------------- | ------- | --------- | --------- | ---------- |
| diocesi di Tarantasia                                         |             |             |             |            |            |            |                           |         |           |           |            |
| 1949                                                          | 50.000      | 52.340      | 95,5        | 114        | 109        | 5          | 438                       |         |           | 180       | 87         |
| diocesi di San Giovanni di Moriana                            |             |             |             |            |            |            |                           |         |           |           |            |
| 1949                                                          | 42.000      | 43.115      | 97,4        | 127        | 127        | 0          | 330                       |         |           | 215       | 89         |
| arcidiocesi di Chambéry                                       |             |             |             |            |            |            |                           |         |           |           |            |
| 1950                                                          | 129.700     | 130.500     | 99,4        | 377        | 292        | 85         | 344                       |         | 197       | 633       | 174        |
| 1957                                                          | 138.000     | 140.000     | 98,6        | 402        | 282        | 120        | 343                       |         | 76        | 500       | 175        |
| arcidiocesi di Chambéry, San Giovanni di Moriana e Tarantasia |             |             |             |            |            |            |                           |         |           |           |            |
| 1970                                                          | 256.973     | 286.399     | 89,7        | 485        | 411        | 74         | 529                       |         | 102       | 715       | 357        |
| 1980                                                          | 276.000     | 307.000     | 89,9        | 405        | 342        | 63         | 681                       |         | 80        | 730       | 370        |
| 1990                                                          | 316.000     | 339.000     | 93,2        | 301        | 246        | 55         | 1.049                     | 5       | 107       | 579       | 348        |
| 1999                                                          | 331.600     | 354.700     | 93,5        | 209        | 199        | 10         | 1.586                     | 15      | 20        | 348       | 354        |
| 2000                                                          | 347.000     | 371.343     | 93,4        | 222        | 177        | 45         | 1.563                     | 16      | 71        | 380       | 367        |
| 2001                                                          | 341.000     | 365.625     | 93,3        | 210        | 186        | 24         | 1.623                     | 16      | 61        | 373       | 348        |
| 2002                                                          | 332.600     | 356.748     | 93,2        | 202        | 170        | 32         | 1.646                     | 17      | 70        | 356       | 348        |
| 2003                                                          | 314.000     | 356.748     | 88,0        | 225        | 169        | 56         | 1.395                     | 18      | 106       | 447       | 346        |
| 2004                                                          | 314.000     | 356.748     | 88,0        | 197        | 165        | 32         | 1.593                     | 19      | 60        | 386       | 200        |
| 2006                                                          | 316.982     | 360.252     | 88,0        | 142        | 112        | 30         | 2.232                     | 19      | 41        | 312       | 111        |
| 2013                                                          | 397.700     | 432.000     | 92,1        | 146        | 117        | 29         | 2.723                     | 28      | 78        | 209       | 136        |
| 2016                                                          | 399.000     | 446.676     | 89,3        | 124        | 99         | 25         | 3.217                     | 22      | 102       | 180       | 141        |
| 2019                                                          | 390.800     | 444.200     | 88,0        | 99         | 87         | 12         | 3.947                     | 26      | 56        | 175       | 141        |
| 2021                                                          | 399.425     | 454.000     | 88,0        | 115        | 75         | 40         | 3.473                     | 30      | 61        | 136       | 141        |
| 2023                                                          | 389.270     | 442.100     | 88,1        | 96         | 65         | 31         | 4.054                     | 30      | 53        | 119       | 43         |

### Per la sede di Tarantasia
- (EN)  Scheda della diocesi di Tarantasia su www.catholic-hierarchy.com.
- (EN)  Scheda della diocesi di Tarantasia su www.gcatholic.org.
- (LA)  Denis de Sainte-Marthe, Gallia christiana, vol. XII, Parigi, 1770, coll. 700-728.
- (FR)  Louis Duchesne, Fastes épiscopaux de l'ancienne Gaule, vol. I, Paris, 1907, pp. 243–247.
- (LA)  Pius Bonifacius Gams, Series episcoporum Ecclesiae Catholicae, Graz, 1957, pp. 829–830.
- (LA)  Konrad Eubel, Hierarchia Catholica Medii Aevi, vol. 1, pp. 472–473; vol. 2, p. 245; vol. 3, p. 308; vol. 4, pp. 426–427; vol. 5, p. 368; vol. 6, p. 392.

### Per la sede di San Giovanni di Moriana
- (EN)  Scheda della diocesi di San Giovanni di Moriana su www.catholic-hierarchy.com.
- (EN)  Scheda della diocesi di San Giovanni di Moriana su www.gcatholic.org.
- (LA)  Jean-Barthélemy Hauréau, Gallia christiana, vol. XVI, Parigi, 1865, coll. 611-654.
- (FR)  Louis Duchesne, Fastes épiscopaux de l'ancienne Gaule, vol. I, Paris, 1907, pp. 239–242.
- Fedele Savio, Gli antichi vescovi d'Italia. Il Piemonte, Torino, 1898, pp. 221–237.
- (LA)  Pius Bonifacius Gams, Series episcoporum Ecclesiae Catholicae, Graz, 1957, pp. 830–831.
- (LA)  Konrad Eubel, Hierarchia Catholica Medii Aevi, vol. 1, p. 331; vol. 2, pp. 187–188; vol. 3, p. 238; vol. 4, p. 235; vol. 5, p. 261; vol. 6, p. 281.